# 王晨 (政治人物)
王晨（1950年12月—），北京人，中国共产党、中华人民共和国政治人物，原副国级领导人。中国社会科学院研究生院新闻系毕业，研究生学历，文学硕士学位，高级编辑职称。1969年12月加入中国共产党，是中共第十六至十九届中央委员会委员，第十九屆中央政治局委員。曾任中共中央宣传部副部长，中共中央外宣办、国务院新闻办主任，《人民日报》社长等职。2013年至2018年间任第十二届全国人民代表大会常务委员会副委员长兼秘书长。曾任第十三届全国人民代表大会常务委员会副委员长（排名第一）、黨組副書記、中国法学会会长。

## 生平

### 早年
1969年中学毕业后，王晨赴延安当知青，在宜君县插队劳动；于同年底，加入中国共产党；不久，被调入中共宜君县县委工作；1973年，调中共延安地委。1974年，王晨调入《光明日报》社，当记者；1979至1982年，在中国社会科学院研究生院新闻系学习，获文学硕士学位；并回到《光明日报》社工作。

### 仕途
回到报社后，王晨迅速获得重用，先后担任政治经济部记者、群工部副主任、主任；1984年，出任总编室主任；1986年，升任副总编辑，时年36岁。而后，因受到六四事件的影响，其仕途暂时停顿，直到1995年才获晋升，出任《光明日报》社总编辑。
2000年6月，王晨离开了工作过二十多年的《光明日报》社，调升中共中央宣传部副部长；并于次年出任《人民日报》总编辑。2002年11月，原人民日报社社长许中田突发心脏病病逝后，王晨紧急接任《人民日报》社社长，随后当选中共中央委员。期间，还当选中华全国新闻工作者协会副主席、中国报业协会主席等职。2008年3月，接替蔡武，出任中共中央外宣办、国务院新闻办主任。
2013年3月14日，在第十二届全国人大第一次会议上，王晨当选为全国人大常委会副委员长、兼秘书长，成为张德江的秘书；2015年7月，兼任全国人大常委会机关党组书记。2017年10月24日，在中共十九届一中全会上当选为中共中央政治局委员。
2019年3月，王晨当选中国法学会会长。
2022年10月23日，71岁的王晨在中共二十届一中全会后卸任中共中央政治局委员。
2023年3月，王晨卸任全国人大第一副委员长一职退休，由李鸿忠接任。

### 美国制裁
2020年12月，美国国务院宣布因侵害人權及破壞香港自治問題制裁受中共操控的全国人大常委会14名副委员长，王晨在列其中。

## 观点
2018年3月5日，在第十三届全国人大第一次会议上，全国人大主席团秘书长王晨就《中华人民共和国宪法修正案（草案）》进行说明。王晨表示支持以习近平总书记为核心的党中央废除国家主席和副主席连任不得超过两届的限制，王晨说称修改《中华人民共和国宪法》第七十九条第三款主要考虑是：“这次征求意见和在基层调研过程中，许多地区、部门和广大党员干部群众一致呼吁修改宪法中国家主席任职期限的有关规定。党的十八届七中全会和党的十九大召开期间，与会委员代表在这方面的呼声也很强烈。大家一致认为，目前，党章对党的中央委员会总书记、党的中央军事委员会主席，宪法对中华人民共和国中央军事委员会主席，都没有作出“连续任职不得超过两届”的规定。宪法对国家主席的相关规定也采取上述做法，有利于维护以习近平同志为核心的党中央权威和集中统一领导，有利于加强和完善国家领导体制。”

## 资料
- 2020年5月22日，王晨在两会上发言：从国家层面建立健全涉港安全制度机制分两步推进
- 2020年5月22日，王晨作关于《全国人民代表大会关于建立健全香港特别行政区维护国家安全的法律制度和执行机制的决定（草案）》的说明.
- 2020年7月3日，王晨在中国法学会的研讨会上表示：香港国安法是治港良法 必将带来香港善治